# Міміс Домазос
Дімітріс «Міміс» Домазос (грец. Δημήτρης "Μίμης" Δομάζος,  22 січня 1942 — 24 січня 2025) — грецький футболіст, що грав на позиції півзахисника, зокрема, за «Панатінаїкос», а також національну збірну Греції.
Десятиразовий чемпіон Греції. Триразовий володар Кубка Греції. Володар Суперкубка Греції.

## Клубна кар'єра
Народився 22 січня 1942 року в місті Афіни. Вихованець футбольної школи клубу «Аміна Абелокіпон».
У дорослому футболі дебютував 1959 року виступами за команду клубу «Панатінаїкос», в якій провів дев'ятнадцять сезонів, взявши участь у 498 матчах чемпіонату. Більшість часу, проведеного у складі «Панатінаїкоса», був основним гравцем команди. За цей час дев'ять разів виборював титул чемпіона Греції. 1971 року допоміг команді пробитися до фіналу Кубка європейських чемпіонів, в якому греки поступилися очолюваному Рінусом Міхелсом аместердамському «Аяксу».
Протягом 1978—1979 років захищав кольори команди клубу АЕК. За результатами того сезону додав до переліку своїх трофеїв ще один титул чемпіона Греції, цього разу у складі АЕК.
Завершив професійну ігрову кар'єру все ж у «Панатінаїкосі», у складі якого провів 12 ігор 1980 року.

## Виступи за збірну
1959 року дебютував в офіційних матчах у складі національної збірної Греції. Протягом кар'єри у національній команді, яка тривала 19 років, провів у її формі 50 матчів, забивши 4 голи.

## Титули і досягнення
- Чемпіон Греції (10):

«Панатінаїкос»: 1959-1960, 1960-1961, 1961-1962, 1963-1964, 1964-1965, 1968-1969, 1969-1970, 1971-1972, 1976-1977
АЕК: 1978-1979
- Володар Кубка Греції (3):

«Панатінаїкос»: 1966-1967, 1968-1969, 1976-1977
- Володар Футбольного кубка Великої Греції (1):

«Панатінаїкос»: 1970